# ギジェルモ・スタービレ
ギジェルモ・スタービレ（スペイン語: Guillermo Stábile, 1906年1月17日 - 1966年12月26日）は、アルゼンチン出身のサッカー選手、サッカー指導者。ポジションはFW。FIFAワールドカップ初代得点王。

## 人物
FIFAワールドカップの第1回大会（1930 FIFAワールドカップ）でアルゼンチン代表として、4試合で8ゴールをあげ同大会の得点王となった。持ち前のスピードでディフェンスをすり抜けることから「エル・フィルトラドール」（El Filtrador、侵入者）の異名を取った。
1930 FIFAワールドカップ後はヨーロッパへ渡ったため、代表キャップは同大会での4試合8ゴールである。ヨーロッパではイタリアのジェノア、フランスのレッドスターなどでプレーした。
引退後は1939年から1960年までアルゼンチン代表監督を務め、コパ・アメリカで6回優勝した。
FIFAワールドカップでのハットトリック第1号とされていたが、彼より2日前にアメリカ合衆国のバート・パテノードが対パラグアイ戦でハットトリックを先に達成した事がアメリカ合衆国サッカー連盟によって確認され、2006年11月10日にFIFAにより、記録が修正された。